# Zebrasoma rostratum
Zebrasoma rostratum е вид бодлоперка от семейство Acanthuridae.

## Разпространение и местообитание
Видът е разпространен в Американска Самоа, Кирибати (Лайн и Феникс), Малки далечни острови на САЩ (Лайн, Остров Бейкър и Хауленд), Острови Кук, Питкерн, САЩ (Хавайски острови), Токелау, Тувалу, Уолис и Футуна и Френска Полинезия.
Обитава крайбрежията на морета и рифове. Среща се на дълбочина от 1 до 23 m, при температура на водата от 27,4 до 29 °C и соленост 34 – 36,1 ‰.

## Описание
На дължина достигат до 21 cm.